# KkStB 560 sorozat
A kkStB 560 egy szerkocsisgőzmozdony-sorozat volt a Császári és Királyi Osztrák Államvasutaknál (k.k. österreichischen Staatsbahnen, kkStB), amely mozdonyok eredetileg az Osztrák–Magyar Államvasút-Társaság (Staats-Eisenbahn-Gesellschaft, StEG)-tól származtak. Pontosabban egy telített gőzű ikergépes (560.01-34) és egy telített gőzű kompaund (560.51-71) változat.
A StEG 1900-ban több kísérletet is kezdett az 1C tengelyelrendezésű mozdonyokkal mind tehervonati, mind személyvonati üzemben. A mozdonyokat a vasúttársaság a 37 sorozatba osztotta be. Az ikergépes mozdonyokat (37.01-21) 1900-1902 között szállította a gyár. A 37.22-34 pályaszámok alá sorolt mozdonyok kissé módosított kazánnal 1906-ban érkeztek. A kompaund gépeket (37.51-71) is  1900-1902 között szállította a StEG mozdonygyára.
Az első világháború után az Olasz Államvasutak a hozzá került mozdonyokat az FS 607 sorozatba, a Csehszlovák Államvasutak pedig a ČSD 344.3 sorozatba az ikergépes, a ČSD 344.2 sorozatba a kompaund mozdonyokat. A második világháborúban a DRB a ČSD 344.3 mozdonyokat az ČSD 54.5 sorozatba számozta át.
A ČSD-nél a sorozat mozdonyait az 1960-as években selejtezték, miután többször átépítették őket.
| Jelleg:                      | 1C n2        | 1C n2        | 1C n2v       |
| Össztengelytávolság:         | 6200 mm      | 6200 mm      | 6200 mm      |
| Üres tömeg:                  | 45,4 t       | 45,4 t       | 46,2 t       |
| Tapadási tömeg:              | 40,5 t       | 40,5 t       | 40,6 t       |
| Szolgálati tömeg:            | 51,4 t       | 51,4 t       | 52,3 t       |
| Hengerek száma:              | 2            | 2            | 2            |
| Hengerátmérő:                | 490 mm       | 490 mm       | -            |
| Nagynyomású henger átmérője: | -            | -            | 520 mm       |
| Kisnyomású henger átmérője:  | -            | -            | 790 mm       |
| Dugattyúlöket:               | 650 mm       | 650 mm       | 650 mm       |
| Tűzcsövek száma:             | 231          | 229          | 231          |
| Csőfűtőfelület:              | 173,2 m²     | 171,7 m²     | 173,2 m²     |
| Sugárzó fűtőfelület:         | 11,8 m²      | 11,8 m²      | 11,8 m²      |
| Rostélyfelület:              | 2,70 m²      | 2,70 m²      | 2,70 m²      |
| Gőznyomás:                   | 12/13 kg/cm² | 12/13 kg/cm² | 12/13 kg/cm² |
| Szerkocsi típusa:            | 72           | 72           | 72           |
| Maximális sebesség:          | 60 km/h      | 70 km/h      | 60 km/h      |

## Fordítás
- Ez a szócikk részben vagy egészben  a   kkStB 560 című német Wikipédia-szócikk ezen változatának fordításán alapul.  Az eredeti cikk szerkesztőit annak laptörténete sorolja fel. Ez a jelzés csupán a megfogalmazás eredetét és a szerzői jogokat jelzi, nem szolgál a cikkben szereplő információk forrásmegjelöléseként. Az eredeti szócikk forrásai szintén ott ttalálhatóak.